# Star Trek (film)
Star Trek je sci-fi film z roku 2009, režírovaný J. J. Abramsem a natáčený společností Paramount Pictures. Jedná se o jedenáctý film z prostředí Star Treku, jehož příběh se však chronologicky řadí ještě před první, dnes již klasický seriál z let 1966–1969, Star Trek. Film vypráví příběh Jamese T. Kirka (Chris Pine) a Spocka (Zachary Quinto) v době, kdy studovali na Akademii Hvězdné flotily a poté na palubě lodi USS Enterprise bojovali proti Romulanovi jménem Nero, který hrozil zničením Spojené federace planet. Příběh o cestování časem vytváří novou alternativní realitu, čímž se tvůrci mohli vyhnout souvislostem, které byly v průběhu existence Star Treku ustanoveny.
Výroba filmu začala v roce 2005. Produkčním cílem bylo natočit snímek v kánonu Star Treku, který by však přinesl nové věci a modernější design. Toho tvůrci dosáhli právě vytvořením další alternativní reality, kde se věci odvíjely od jisté doby jinak než v té naší (respektive v té dosavadní startrekové) realitě. Samotné natáčení filmu se realizovalo od listopadu 2007 do března 2008 a všechny podrobnosti byly přísně utajované. Uprostřed natáčení bylo Paramountem rozhodnuto o změně data premiéry, z 28. prosince 2008 na květen 2009 s tím, že nové datum by mohlo přinést mnohem větší sledovanost (resp. návštěvnost kin).
Star Trek získal od kritiků nadprůměrné hodnocení. Na filmovém serveru Rotten Tomatoes byl jeho rating 95 % a stal se filmem s osmým nejvyšším hrubým výdělkem v roce 2009. Zároveň se film stal nejúspěšnějším a nejvýdělečnějším filmem v historii Star Treku, než jej o čtyři roky později překonal Star Trek: Do temnoty.
Premiéra filmu v České republice proběhla 7. května 2009.

## Příběh
V roce 2387 hrozí domovské planetě Romulanů zničením neobyčejně ničivá supernova. Velvyslanec Spock pilotuje speciální loď nesoucí „rudou hmotu“, která má vytvořit umělou černou díru a supernovu pohltit. Předtím než však Spock supernovu zneškodnil, ta zničila planetu Romulus, domovský svět Romulanů. Kapitán romulanské těžařské lodě Nerada, Nero, dává vinu za zničení svého světa a smrt všeho obyvatelstva včetně své ženy a nenarozeného dítěte Spockovi. Spockova i Nerova loď jsou poté vtaženy do horizontu událostí černé díry a přeneseny do minulosti. Každá do jiné doby.
Loď Nerada je vržena o 154 let zpátky do minulosti. Její přílet vyvolá ve vesmíru jev podobný vesmírné bouři, kterou se ihned vydává prozkoumat loď Federace, USS Kelvin. Nero Kelvin napadne a způsobí mu velmi vážné škody. Zastupující kapitán George Kirk nařídí evakuaci lodi a sám zůstává na můstku, aby mohl bránit prchající únikové moduly a raketoplán, ve kterém se nachází jeho těhotná manželka. George Kirk nemá jinou možnost, a tak s Kelvinem naráží do Nerady jen okamžik poté, co se na palubě jednoho z raketoplánů narodí jeho syn, James Tiberius Kirk. Spockova loď je do prostoru vržena až 25 let po této události. Spock je Nerem zajat a nechán na pospas na planetě Delta Vega, odkud bude moci sledovat zničení svého rodného světa, Vulkánu, stejně tak, jako Nero sledoval zničení svého světa.
Kirk dospěje v inteligentního, ale nedbalého a cynického mladíka. Spock vyrůstá na Vulkánu a je neustále terčem posměchu kvůli svému smíšenému, vulkánsko-lidskému původu. Poté, co se kapitán Christopher Pike dozví o Kirkově potenciálu, vyzve ho, aby následoval stopy svého hrdinského otce a přidal se k Hvězdné flotile. Během cesty na Akademii se Kirk spřátelí s dalším kadetem, Leonardem McCoyem. Během svého třetího roku na Akademii je Kirk svým nadřízeným, komandérem Spockem obviněn z podvádění během složitého testu s názvem Kobayashi Maru. Během projednávání tohoto obvinění je zachycen nouzový signál z planety Vulkán, ve kterém se mluví o ohrožení planety neznámou vesmírnou bouří. K Vulkánu se okamžitě vydává flotila Federace a kadeti jsou mobilizováni na plavidla jako pomocní důstojníci. McCoy propašuje Kirka na palubu lodě USS Enterprise jako svého pacienta.
Kirk pozná jistou podobnost mezi jevem, který ohrožuje Vulkán, a tím, který zaznamenala loď USS Kelvin těsně před tím, než byla zničena. Varuje kapitána Pikea, že možná letí do pasti. Enterprise dorazí k Vulkánu později a nachází zde již jen trosky flotily Federace a romulanskou loď Nerada, která navrtává planetární jádro. Nero vyzve Pikea, aby se vzdal a přiletěl na Neradu v raketoplánu. Pike souhlasí a jmenuje Spocka zastupujícím kapitánem a Kirka jeho prvním důstojníkem. Během cesty raketoplánu k Neradě se snaží Kirk, Hikaru Sulu a šéfinženýr Olson dostat pomocí orbitálního skydivingu na vrtnou plošinu a zničit ji. Olson během této mise zahyne, ale Kirk a Sulu plošinu zastaví. Je však již pozdě. Plošina se navrtala dostatečně hluboko na to, aby mohl Nero do planetárního jádra vypustit „rudou hmotu“ a nechat tak Vulkán implodovat do černé díry. Vulkán byl zničen. Spockovi se podařilo zachránit jen několik Vulkánců, členů rady starších. Mezi nimi také svého otce. Jeho matka zemřela poté, co se jí nepodařilo transportovat na palubu Enterprise. Nero nastaví se svou lodí kurs k planetě Zemi a pokouší se od Pikea získat kódy k jejímu obrannému systému.
Během rozhodování, jaký bude jejich příští krok, se Spock s Kirkem neshodnou. Spock nechává Kirka vysadit na ledové planetě Delta Vega s tím, že jeho jednání je považováno za vzpouru. Spock nařídí letět na setkání se zbytkem flotily. Během toho se Kirk na povrchu Delty Vegy setkává s velvyslancem Spockem (z budoucnosti), kterého zde nechal Nero, a který byl právě svědkem zničení své planety. Tento Spock trvá na tom, že se Kirk musí stát kapitánem Enterprise. Oba dva se poté vydávají na blízkou malou základnu Hvězdné flotily, kde se setkávají s Montgomery Scottem. Velvyslanec poté transportuje Kirka a Scotta na palubu Enterprise. Kirk poté konfrontuje mladého Spocka na palubě a donutí ho k nepřiměřené emocionální reakci, což vede k tomu, že se Spock vzdává velení nad Enterprise. Kirk jako zastupující první důstojník tak má právě nejvyšší hodnost na palubě a stává se kapitánem.
Spock, Scott a Pavel Čechov vypracují plán, jak napadnout Neradu. Enterprise dorazí do sluneční soustavy dříve než Romulané a schová se za Saturnův měsíc Titan. Kirk a Spock se transportují na palubu Nerady. Zatímco se Kirk snaží zachránit kapitána Pikea, Spock ovládne plavidlo starého Spocka a zničí s ním vrtnou plošinu. Poté ze sebe udělá návnadu a odláká Neradu daleko od Země. Následně nastavuje kolizní kurs s Neradou. Mezitím dorazí Enterprise a transportuje Kirka, Pikea i Spocka krátce před tím, než se obě plavidla srazí. Rudá hmota vyvolá černou díru. Nero odmítne nabídku pomoci od Enterprise a Nerada je zničena. Enterprise unikne stejnému osudu jen díky tomu, že odhodí své warp jádro, jehož následná exploze odhodí loď mimo vliv černé díry.
Kirk je povýšen na kapitána Enterprise a nahrazuje tak Pikea, který byl povýšen na admirála. Když Spock hledá na lodi svého otce, setkává se v hangáru se svým starším já (velvyslancem Spockem z budoucnosti), který pomáhá se založením nové kolonie pro zbývající Vulkánce. Mladší Spock se tomu staršímu svěří s tím, že hodlá Hvězdnou flotilu opustit a pomáhat se zakládáním vulkánské kolonie. Starší Spock ho ale přesvědčí, že by měl zůstat, že se s Kirkem navzájem potřebují. Spock tedy zůstává ve flotile a stává se Kirkovým prvním důstojníkem na Enterprise.

## Herecké obsazení
- Chris Pine jako James T. Kirk.

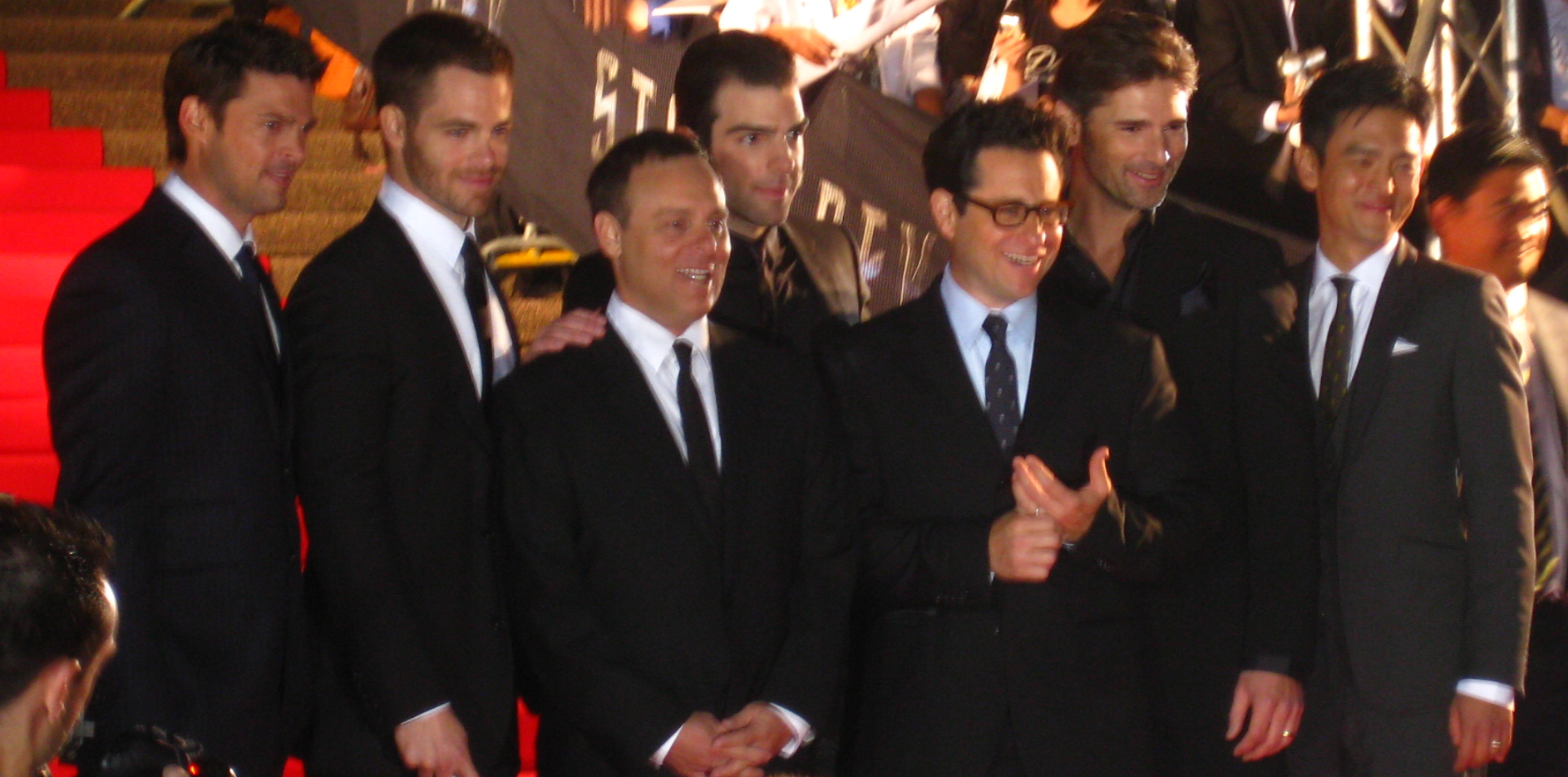
Karl Urban, Chris Pine, producent Bryan Burk, Zachary Quinto, režisér J.J. Abrams, Eric Bana a John Cho na premiéře v sydneyské opeře 7. dubna 2009

  - Jimmy Bennett ztvárnil Jamese T. Kirka v roli dítěte.
- Zachary Quinto jako Spock.
  - Jacob Kogan si zahrál Spocka v roli dítěte.
  - Leonard Nimoy ztvárnil starého velvyslance Spocka, který přiletěl z budoucnosti.
- Karl Urban ztvárnil Dr. Leonarda McCoye, přezdívaného „Kostra“.
- Zoe Saldana jako Nyota Uhura.
- Simon Pegg jako Montgomery Scott, přezdívaný „Scotty“.
- John Cho jako Hikaru Sulu.
- Anton Yelchin jako Pavel Čechov.
- Eric Bana jako romulanský kapitán Nero.
- Bruce Greenwood jako Christopher Pike, původní kapitán lodi Enterprise.
- Ben Cross jako Sarek, Spockův vulkánský otec.
- Winona Ryder jako Amanda Graysonová, Spockova matka.
- Clifton Collins, Jr. jako Ayel, Nerův pobočník.
- Chris Hemsworth jako George Samuel Kirk, Sr., otec Jamese T. Kirka, který zahynul na USS Kelvin během bitvy s Romulany.
- Jennifer Morrison jako Winona Kirková, matka Jamese T. Kirka.
- Rachel Nichols jako Gaila, orionská kadetka Hvězdné flotily.
- Faran Tahir jako Richard Robau, kapitán lodi USS Kelvin.
- Deep Roy jako Keenser, Scottyho mimozemský asistent na planetě Delta Vega.
- Greg Ellis jako šéfinženýr Enterprise Olson, který zemřel během mise k vrtné plošině na Vulkánu.

## Natáčení

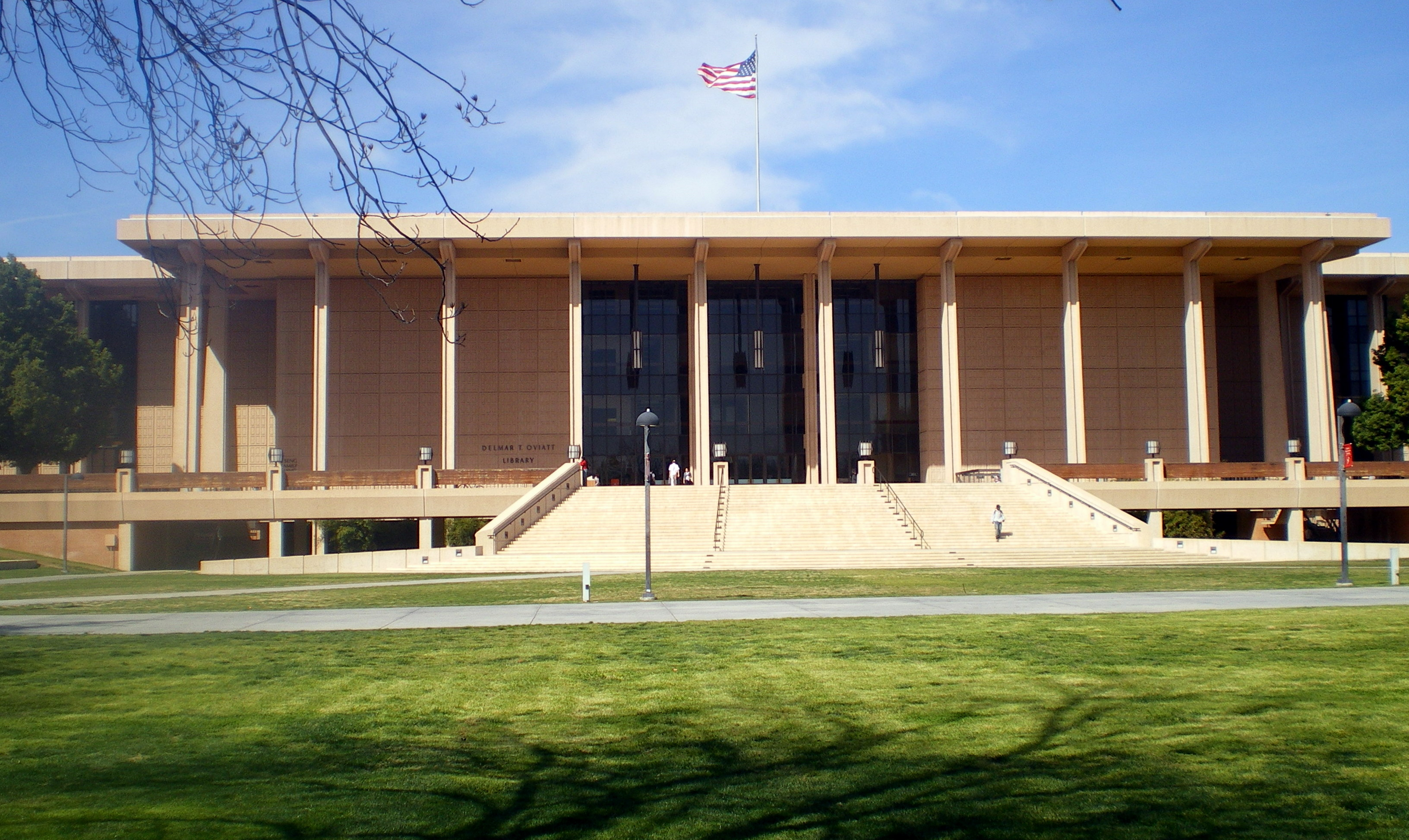
Knihovna kalifornské univerzity, která posloužila jako Akademie Hvězdné flotily

Natáčení započalo 7. listopadu 2007 a skončilo 27. března 2008, ačkoliv druhý filmový štáb ještě během dubna 2008 natáčel záběry v Bakersfieldu v Kalifornii, které měly posloužit jako záběry Kirkova dětství v Iowě. Natáčení probíhalo také na radnici v Long Beach v Kalifornii, San Rafael Swell v Utahu a na Kalifornské státní univerzitě v Northridge (zde se natáčely záběry z Akademie Hvězdné flotily). K natáčení scén na ledové planetě Delta Vega a scén na vrtné plošině na Vulkánu posloužilo parkoviště stadionu Dodger. Ledové scény na Deltě Veze měly být původně natáčeny na Islandu, ale nakonec bylo rozhodnuto jinak. Další scény z planety Vulkán byly natáčeny ve Vasquez Rocks (Vasquezovy skály), kde se natáčelo také pro různé epizody klasického seriálu. Scény ze strojovny Enterprise byly natáčeny v továrně Budweiser ve Van Nuys v Los Angeles (Kalifornie) a scény ze strojovny lodi Kelvin zase v elektrárně v Long Beach.

## Sequel
Většina herců hlavních rolí podepsala smlouvy na další dvě pokračování Star Treku. Roberto Orci, Alex Kurtzman a Damon Lindelof začali psát scénář dalšího filmu v listopadu 2010. Star Trek: Do temnoty v režii J. J. Abramse měl premiéru 23. dubna 2013.